# Iben Melbye
Iben Melbye född 1943 i Köpenhamn, död 28 september 2021 var en dansk författare, debattör och föredragshållare. Hon arbetade som barnbibliotekarie fram till 1975.
Melbye har givit ut 17 böcker samt även gjort en del översättningar. Hon har även skrivit för dansk barnradio.